# Eudoxoides mitra
Eudoxoides mitra är en nässeldjursart som först beskrevs av Huxley 1859.  Eudoxoides mitra ingår i släktet Eudoxoides och familjen Diphyidae. Inga underarter finns listade i Catalogue of Life.